# Southern Frontier Cup de 2020
A Southern Frontier Cup de 2020 é a primeira edição da Southern Frontier Cup, um torneio internacional de futebol realizado em Surrey, na Inglaterra. O torneio seria disputado nos dias 23 e 24 de maio de 2020 em Whyteleafe, em Surrey. O torneio seria realizado uma semana antes da Copa do Mundo CONIFA de 2020, que seria realizada em Skopje, na Macedônia do Norte, e iria servir como torneio de preparação para algumas equipes que irão participar do mundial. Entretanto, no dia 20 de março de 2020, a a International Surrey Football anunciou o adiamento do torneio para o verão de 2021 devido à pandemia de COVID-19.

## Formato
A competição terá um formato de eliminatórias. Os vencedores de cada uma das duas partidas do primeiro dia irão se enfrentar pelo título da Southern Frontier Cup de 2020, enquanto as equipes perdedoras irão disputar o terceiro lugar. O torneio será disputado em dois dias, com dois jogos sendo realizados consecutivamente em cada um dos dias. As partidas irão durar 90 minutos, e, em caso de igualdade no placar após esse período, haverá disputa por pênaltis.

## Equipes participantes
| Equipe              | Região           |
| ------------------- | ---------------- |
| Surrey (Anfitrião)  | Europa           |
| Cascádia            | América do Norte |
| Paróquias de Jersey | Europa           |
| Yorkshire           | Europa           |

## Sede
| Surrey          |
| Whyteleafe      |
| --------------- |
| Church Road     |
|                 |
| Capacity: 2,000 |

## Chaveamento
|  | Semifinais   | Semifinais   |  |              | Final          | Final |  |
|  |              |              |  |              |                |       |  |
|  | - Whyteleafe |              |  |              |                |       |  |
|  |              |              |  |              |                |       |  |
|  |              |              |  |              |                |       |  |
|  |              |              |  |              |                |       |  |
|  |              |              |  |              | - Whyteleafe   |       |  |
|  |              |              |  |              |                |       |  |
|  |              |              |  |              |                |       |  |
|  |              |              |  |              |                |       |  |
|  |              |              |  |              |                |       |  |
|  |              |              |  |              | Terceiro lugar |       |  |
|  | - Whyteleafe | - Whyteleafe |  | - Whyteleafe | - Whyteleafe   |       |  |
|  |              |              |  |              |                |       |  |
|  |              |              |  |              |                |       |  |

## Partidas
Todas as partidas serão disputadas no horário local, (UTC+1)

### Semifinais
|  | TBC | V | TBC | Church Road, Whyteleafe, Surrey |
|  |     |   |     |                                 |

|  | TBC | V | TBC | Church Road, Whyteleafe, Surrey |
|  |     |   |     |                                 |

### Terceiro lugar
|  | TBC | V | TBC | Church Road, Whyteleafe, Surrey |
|  |     |   |     |                                 |

### Final
|  | TBC | V | TBC | Church Road, Whyteleafe, Surrey |
|  |     |   |     |                                 |

## Classificação final
| \| Pos \| Equipe \| \| --- \| ------ \| \| 1 \| \| \| 2 \| \| \| 3 \| \| \| 4 \| \| |        |
| Pos                                                                                 | Equipe |
| 1                                                                                   |        |
| 2                                                                                   |        |
| 3                                                                                   |        |
| 4                                                                                   |        |

1. ↑  «ISF Launches Southern Frontier Cup for 2020 – International Surrey Football» (em inglês). Consultado em 21 de janeiro de 2020
2. ↑  «Whyteleafe FC to Host Inaugural Southern Frontier Cup in 2020 – International Surrey Football» (em inglês). Consultado em 21 de janeiro de 2020
3. ↑  «Delight for boss Jim Nichols as Cascadia get tournament invite». News and Star (em inglês). Consultado em 21 de janeiro de 2020
4. ↑  admin. «New CONIFA Sportsbet.io World Football Cup 2020 location announced». CONIFA (em inglês). Consultado em 21 de janeiro de 2020
5. ↑  https://intsurreyfootball.co.uk/2020/03/20/statement-covid-19-20-03-2020/
6. ↑  «Cascadia AFF to Participate in Southern Frontier Cup – International Surrey Football» (em inglês). Consultado em 21 de janeiro de 2020
7. ↑  «Cascadia invited to prestigious London Cup, will play Surrey, Yorkshire». Prost Amerika (em inglês). Consultado em 21 de janeiro de 2020
8. ↑  «Parishes of Jersey to Participate in Southern Frontier Cup – International Surrey Football» (em inglês). Consultado em 21 de janeiro de 2020
9. ↑  Fox, Jason. «Parishes of Jersey boss to hand-pick for ConIFA World Cup». www.jerseyeveningpost.com (em inglês). Consultado em 21 de janeiro de 2020
10. ↑  «Yorkshire IFA to Participate in Southern Frontier Cup – International Surrey Football» (em inglês). Consultado em 21 de janeiro de 2020